# Cabañas de Polendos

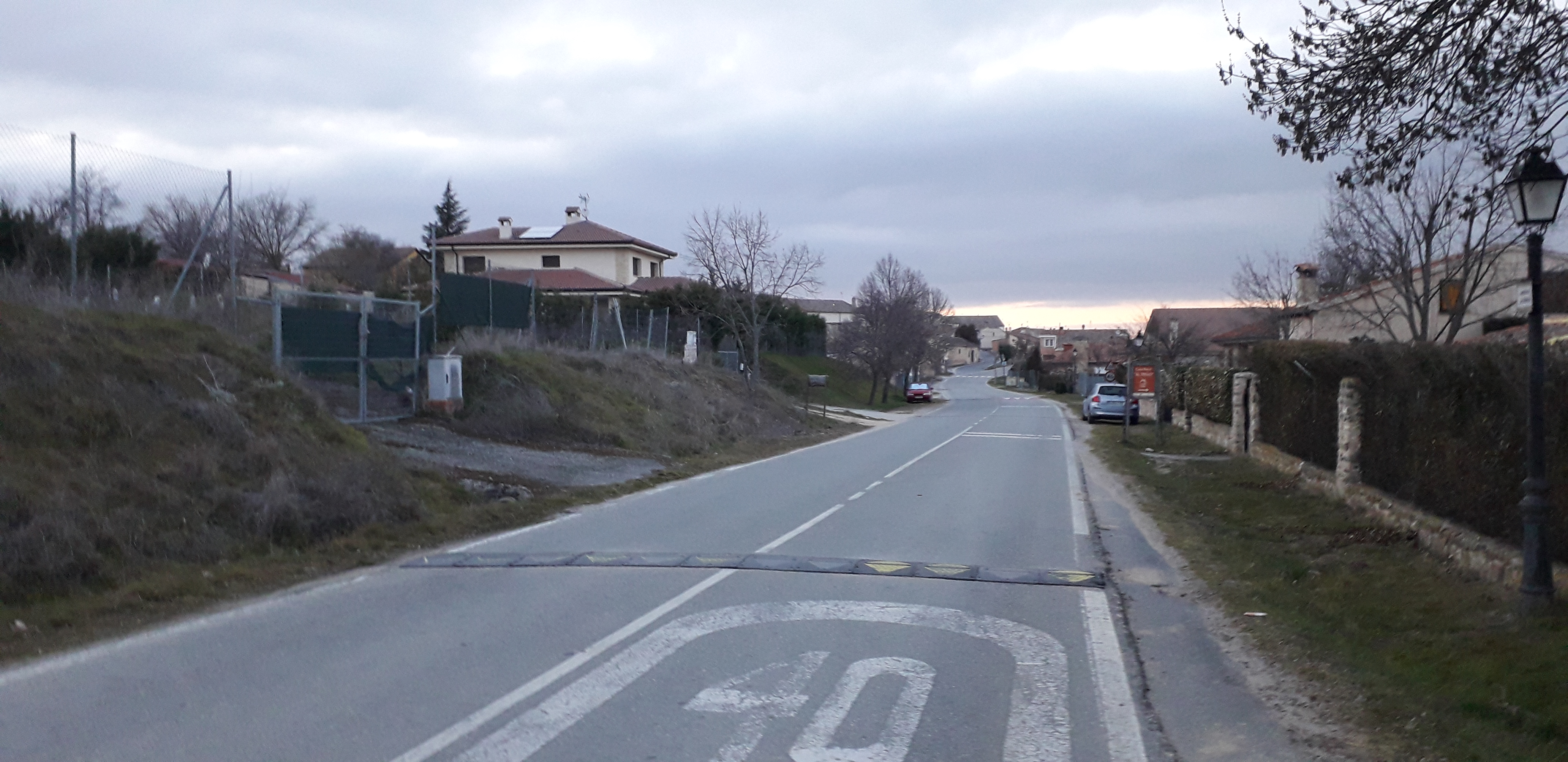

Cabañas de Polendos is een gemeente in de Spaanse provincie Segovia in de regio Castilië en León met een oppervlakte van 26,41 km². Cabañas de Polendos telt 178 inwoners (1 januari 2016).

## Demografische ontwikkeling
Bron: INE, 1857-2011: volkstellingen
Opm.: In 1857 werd de gemeente Mata de Quintanar aangehecht